# Remonstrantse kerk (Amersfoort)
De Remonstrantse kerk was het kerkgebouw van de Remonstrantse Gemeente, gelegen aan de Herenstraat 2 te Amersfoort.
Het gebouw stamt uit 1885 en de architect was W.H. Kam, die stadsarchitect was te Amersfoort. Het is een eenvoudig bakstenen gebouwtje onder zadeldak, met boogfriezen en steunberen en een enigszins monumentale ingangspartij. De kerk is voorzien van rondboogvensters. Het gebouw is geklasseerd als gemeentelijk monument.
De Remonstrantse Gemeente trok weg uit dit gebouw en kerkt tegenwoordig - samen met andere vrijzinnig protestanten - in de Johanneskerk. Van 1972 tot 1989 was het gebouw van de remonstranten nog in gebruik bij de pinkstergemeente Immanuël. Daarna werd het kerkje in gebruik genomen als woonhuis. De pinkstergemeente kerkt tegenwoordig in de Immanuëlkerk aan de Kraanvogelstraat.